# Proliferació nuclear

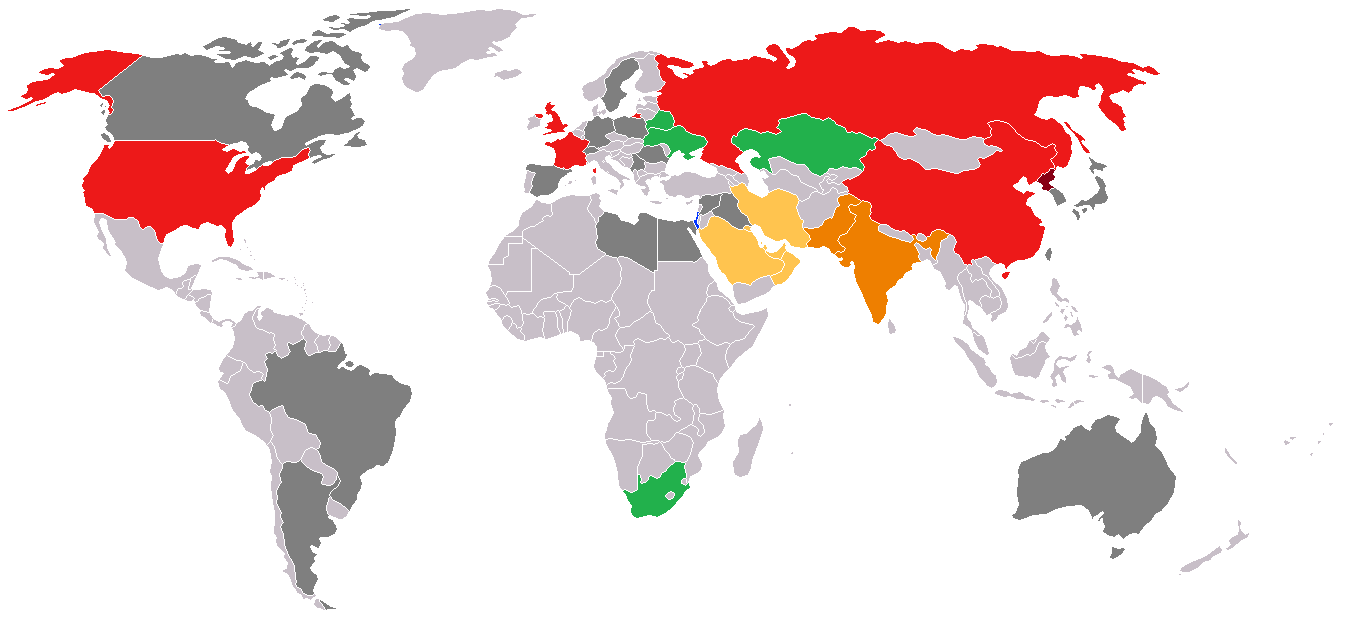
Mapa del món amb la llista dels països amb l'estat de desenvolupament d'armes nuclears representats pel color.
Cinc "estats amb armes nuclears" al TNP
Altres estats coneguts per posseir armes nuclears
Estats que posseeixen armes nuclears abans
Estats en sospita d'estar en el procés de desenvolupament d'armes i/o programes nuclears
Estats que en algun moment tenien armes nuclears i/o programes d'investigació en armes nuclears
Estats que posseeixen armes nuclears, però no les han adoptat àmpliament

La proliferació nuclear és l'expansió de les armes nuclears, el material físsil, i la tecnologia nuclear i d'informació per obtenir aquests tipus d'armes aplicables als països no reconeguts com a "posseïdors d'armes nuclears" al Tractat de No Proliferació d'Armes Nuclears, també conegut com el Tractat de No Proliferació Nuclear o TNPN. Els països "posseïdors d'armes nuclears" són EUA, Rússia, Xina, França i el Regne Unit.
Moltes nacions, amb armes nuclears i sense, s'han oposat a la seva proliferació, els governs de les quals temen que més països amb armes nuclears puguin augmentar el risc d'una guerra nuclear (fins i tot assumint l'anomenat "contravalor" d'atacar civils amb armes nuclears), de desestabilitzar les relacions internacionals o regionals, o atemptar contra la sobirania nacional dels estats.
Quatre països, a més dels cinc reconeguts com a posseïdors d'armes nuclears han adquirit o es presumeix que ha adquirit, armes nuclears: Índia, Pakistan, Corea del Nord i Israel. Cap d'aquests quatre és part en el TNPN, encara que Corea del Nord es va adherir al TNPN el 1985, i després es va retirar el 2003 i va dur a terme assajos nuclears anunciats el 2006, el 2009 i el 2013. Una crítica lògica al TNPN és que és discriminatori en el reconeixement com a estats nuclears (només ho són els que van posar a prova les armes nuclears abans de 1968) i que insta que tots els altres estats a unir-se al tractat per renunciar a les armes nuclears.
Es va dur a terme investigacions sobre el desenvolupament d'armes nuclears durant la Segona Guerra Mundial als Estats Units (en cooperació amb el Regne Unit i el Canadà), Alemanya, Japó i l'URSS. Els Estats Units va ser el primer i l'únic país que ha usat armes nuclears a la guerra, quan va utilitzar dues bombes (a Hiroshima i Nagasaki) contra el Japó a l'agost de 1945. Amb la seva derrota a la guerra, Alemanya i Japó van deixar de participar en qualsevol investigació d'armes nuclears. L'agost de 1949, la Unió Soviètica va provar una arma nuclear. El Regne Unit va provar una arma nuclear a l'octubre de 1952, França el 1960, la República Popular de la Xina el 1964, l'Índia el 1974, el Pakistan el 1998 i Corea del Nord el 2006.